# NGC 3076
NGC 3076 (również PGC 28769 lub PGC 28766) – galaktyka spiralna (Sab), znajdująca się w gwiazdozbiorze Hydry. Odkrył ją John Herschel 12 lutego 1836 roku.